# Vektor CR-21
Vektor CR-21 je južnoafrička jurišna puška bullpup dizajna koja koristi streljivo kalibra 5.56x45mm NATO. Oznaka CR-21 je akronim punog naziva Combat Rifle 21st Century odnosno Borbena puška 21. stoljeća. Pušku je dizajnirala tvrtka Denel Land Systems kao moguću zamjenu za postojeći R4 u južnoafričkoj vojsci. Međutim, tvrtka je kasnije promijenila svoj fokus ponudivši domaćoj vojsci nadograđenu inačicu R4 puške.
CR-21 ponuđen je i stranom tržištu ali dosad nije ostvarena njegova prodaja tako da je sve ostalo na prototipu.

## Razvoj i značajke puške
1997. godine je započeo razvoj nove puške bullpup dizajna. To joj je omogućilo da bude kraća od klasičnog karabina dok je zadržala veliku brzinu (980 m/sek.) kao i duže automatske puške. Razlog tome je što su od R4 preuzeti tijelo i cijev čime su Denelovi inženjeri uštedjeli na vremenu i novcu (korištenjem postojećih zaliha R4). To je i razlog zbog čega CR-21 može koristiti okvire kapaciteta 20 i 35 metaka koji su namijenjeni R4.
Nedostatak CR-21 je što ga mogu koristiti samo dešnjaci jer nema nastavak za ljevake. Isti problem je i kod singapurskog SAR 21 i britanskog SA80.
Jedna od većih značajki puške je jaki polimer koji je rabljen u njenoj proizvodnji što je rezultiralo njenom malom težinom od 3,72 kg. CR-21 standardno dolazi s red-dot optičkim ciljnikom za čije osvjetljenje nisu potrebne baterije. Optika se montira na šine čime se omogućava njeno lako stavljanje i uklanjanje kao i korištenje ostale optike. Ispod prednjeg rukohvata također postoje šine na koje se može postaviti 40 mm bacač granata domaće proizvodnje.
Kundak puške u sebi ima ugrađen pretinac u kojem je pohranjen pribor za čišćenje puške. Vojnik prema potrebi može ukloniti pretinac te ga nositi zasebno.

## Vidjeti također
- SAR 21
- IMI Tavor TAR-21

## Vanjske poveznice
- SOUTH AFRICA TECHNOLOGY PRODUCE VECTOR CR-21 ASSAULT RIFLE
- Vektor CR 21 Automatic Rifle